# Ribot acanalador

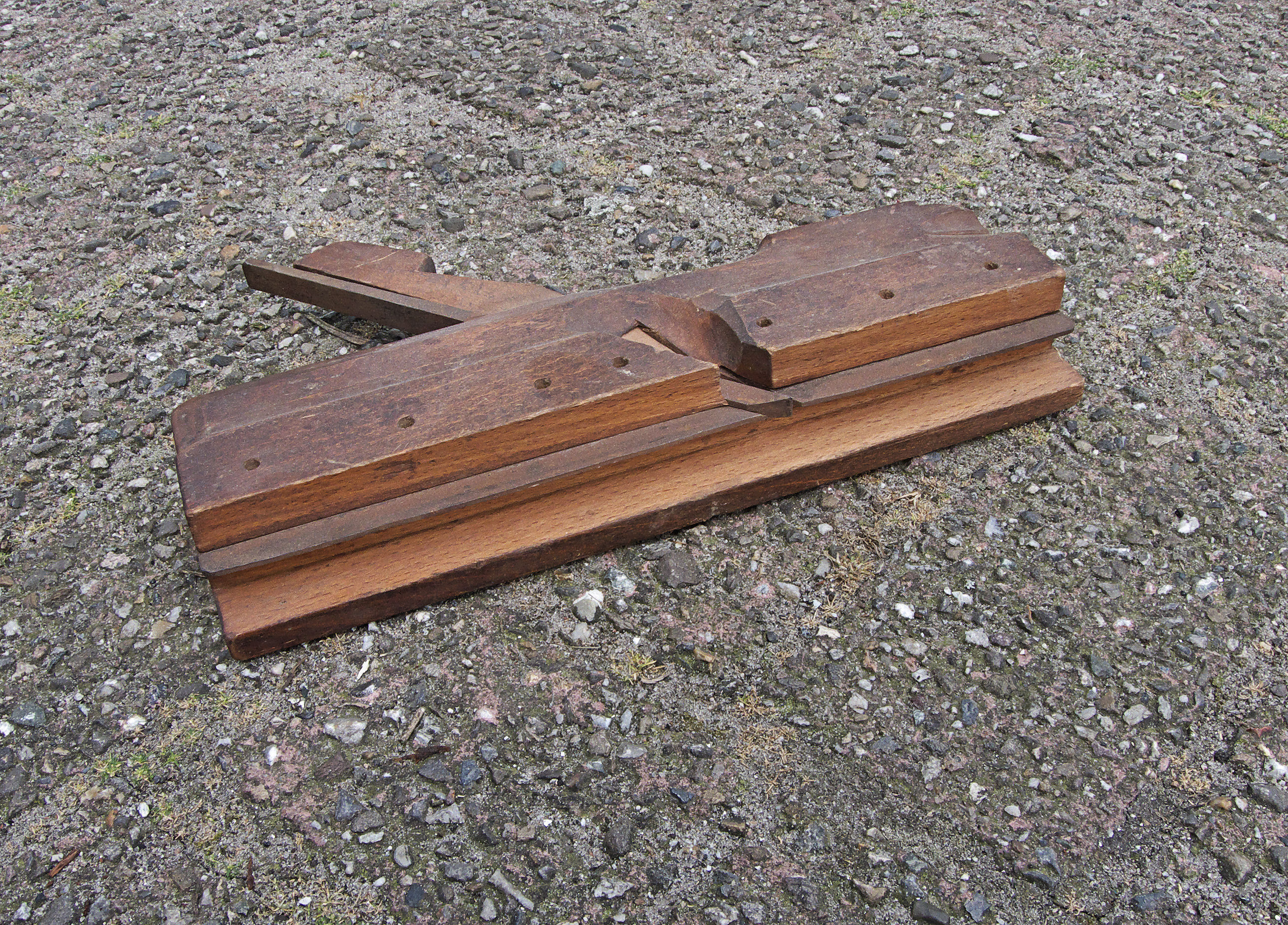
Ribot acanalador

Un acanalador, cadell o galzador (també anomenat guilleume d'engalzar) és eina de fulla estreta semblant a un ribot o una mena de guilleume que fan servir els fusters i fusters primaters per a obrir en la bastida d'una porta o una finestra els canals en els quals entren i resten assegurats els taulers o serveix per a fer la regata on s'ha d'introduir la clavenda de les portes. En termes generals, s'empra allà on calgui fer un canal. És una mena d'estri intermediari entre el ribot i el rasclador, que permet de motllurar una peça de fusta segons un perfil no lineal.

## Forma i composició
És format d'un mànec de dues mans i d'un ferro, peça d'acer de forma adequada i encunyat en una caixa semblant a la d'un guilleume. Té el cos compost de dues peces, una de les quals separable de l'altra, amb tascons o espigues filetades, de manera que es poden eixamplar o estrènyer els encaixaments, segons l'amplària de l'enclava que s'ha de planejar. La seva grandària i forma varien segons l'ús al qual es destina, de vegades van disposats de manera que treballant en una direcció pugui obrir canals i en l'altre rebaixar llengüetes.
Alguns porten una empunyadura que en facilita el maneig i altres van simplement acoblats, en altres tipus és possible de variar la profunditat del canal i la seva distància respecte a la vora de la peça.